# Bionomia
Em ecologia, Bionomia é o ramo da Biologia que estuda o comportamento das espécies em relação ao meio ambiente e como elas se relacionam e estão organizadas.
Em 1955 foi publicado o primeiro trabalho sobre o assunto comparando a população de bentos do Mediterrâneo ocidental, em comparação com a do Atlântico Nordeste.

## Etimologia
Bionomia deriva do grego (bio = vida; nomos = lei). Foi traduzido para o francês como Bionomie, e posteriormente, para o inglês como Bionomics, tendo seu primeiro uso aproximadamente em 1885.
Muitas vezes este ramo da biologia é simplesmente intitulado de ecologia.